# Skogsregale
Skogsregalet är i Sverige ett av de så kallade grundregalen, och innebär i första hand Kronans på offentligrättslig grund stödda äganderätt till de stora skogarna i riket. Skogsregalet är den historiska bakgrunden till bland annat kronoparker.
Skogsregale hör nära samman med andra regale, i det att insjöar räknades till allmänningarna vilket påverkade fiskeregale. Eftersom jakträtten är knuten till markinnehav, hängde den samman med jaktregale. Bruksherrar vid järnbruk kunde få privilegiebrev på kronans skog.

## Skogsregale under medeltiden
Utvecklingen har följt olika linjer beträffande å ena sidan Göta- och Svealand, å andra sidan Norrland. Äldsta spåret av ett skogsregale påträffas i Östergötland och Småland, där förmodligen redan under forntiden den segrande sveakonungen tillägnat sig rätten till skogsregale av härads- och landsallmänningarna eller den så kallade konungslotten. I analogi härmed erhöll kungen sedermera i landslagen skogsregale av inkomsterna från samtliga landskaps härads- och landsallmänningar. Denna rätt var dock ingen regalrätt i modern mening utan blott en höghetsrätt eller beskattningsrätt.
Skogs- och strömprivilegier ingick normalt i bergsprivilegierna från medeltiden, så att bergsverken skulle ha nödvändiga tillgångar för malmutvinning. Detta innebar att bergsmän fritt fick avverka kronans allmänningar utan avrad.

## Ekregale
En form av skogsregale uppkom med Magnus Erikssons landslag, där det i Byggniabalken XVII förbjöds att avverka ekar även i den egna skogen, så länge som inte eken stod i vägen för arbetet på åkern. Där infördes också ett allmänt förbud mot att fälla ek, bok och andra bärande träd. Gustav Vasa skärpte lagen och efterlevnanden av förbudet, och det betraktades som ett kungligt eller adligt privilegium att avverka dessa träd på sina marker. Kyrkan och prästeståndet omfattades av samma förbud som bönderna. Regalet hade sin grund i att eken var viktig för skeppsbyggnad.
Johan Aron af Borneman inventerade Sveriges samtliga ekar under åren 1819–1825 och vid riksdagen 1828–1830 fattades beslut om att avskaffa regalet för de flesta markägare och att istället inrätta statliga ekplanteringar, bland annat på Visingsö. Regalet på ek avskaffades 1830, och ekplanteringarna inleddes under 1831. Det statliga förbudet för Kyrkan att avverka ek kvarstod dock till 1935.

## Karl XI:s hävdar full äganderätt över skogen
Bortsett från konungslotten genomfördes regalet i Göta- och Svealand först efter 1683, då Karl XI tillsatte de så kallade skogskommissionerna med uppgift att gränslägga allmänningarna för Kronans räkning. Kronans rätt till dessa betecknades med uttrycket dominium directum, vilket vid denna tid betydde detsamma som full äganderätt. Socknen, häradet och landskapet fick visserligen behålla nyttjanderätten eller dominium utiletili samma skogar, men hädanefter endast till husbehov, överskottet ställdes av Kronan till bergverksindustriens förfogande.

## Allmänningarna återbördas
Det i Göta- och Svealand genom kungl. maktspråk genomförda skogsregale har sedermera successivt blivit avlyst. Under 1730-talet återfick socknarna sina allmänningar, och 1824 kom turen till lands- och häradsallmänningarna. Under intryck av den då rådande nationalekonomiska läran, att skogarna liksom all jord bäst sköttes av enskilda jordägare, tillät regeringen, att lands- och häradsallmänningar fick uppdelas mellan intressenterna. Under den följande tiden försvann på detta sätt samtliga landsallmänningar. Uppdelningen av häradsallmänningar förbjöds för framtiden genom 1866 års skogsordning, som emellertid fortfarande utgick från att dessa skogar ägdes av jordägarna inom respektive härad. Samma ståndpunkt intog 1894 års skogsordning. 
Då dessa förordningar utfärdats i administrativ ordning (utan riksdagens formella samtycke), ansåg vissa myndigheter, i synnerhet Kammarkollegiet och Regeringsrätten, i motsats till bland annat Högsta domstolen, att de odelade häradsallmänningarna fortfarande måste anses tillhöra Kronan. Denna konflikt löstes först genom 1932 års lag om häradsallmänningar, som uttryckligen stadgar att “häradsallmänning tillhör ägarna av de fastigheter inom häradet, vilka äro satta i mantal el. med vilka, enl. vad vid jorddelning bestämts, är förenad rätt till delaktighet i allmänningen”. 

## Särskilda norrländska förhållanden
I Norrland ansågs de stora skogarna ännu på landskapslagarnas tid vara res nullius, det vill säga ingens tillhörighet. Kungamakten började under 1300-talet intressera sig för dessa bygder ur koloniseringssynpunkt, och Gustav Vasa fullföljde samma strävanden under åberopande av den bekanta satsen, "att sådana ägor, som obyggda ligga, höre Gud, Oss och Sveriges krona till och ingen annan" (1542). Denna sats är emellertid inte något uttryck för en regalrätt i modern bemärkelse utan endast för en höghetsrätt, det vill säga Kronan gjorde inte i detta fall anspråk på någon jordäganderätt utan tillät endast enskilda nybyggare att slå sig ned i bygderna, varefter intagorna skattlades. De stora skogarna var alltså med bortseende från de skattlagda intagorna juridiskt sett fortfarande res nullius. Skogsregale infördes i Norrland först genom 1683 års avvittringsförordning, varigenom Kronan i princip tillägnade sig all skogsmark som återstod sedan byalagens skäliga behov blivit tillgodosett.